# Копнена војска Војске Југославије
Копнена војска (скраћено КоВ) је по бројности била највећи вид Војске Југославије. У свом саставу је имала око 190.000 активних припадника а у случају потребе могла је мобилисати до 2.000.000 војника. Представљала је главни ослонац војне моћи Савезне Републике Југославије и учествовала у рату на Косову и Метохији, одбрани од НАТО агресије као и борбама на југу централне Србије.

## Формацијска подела
Копнена војска је била подељена на три армије, 7 корпуса, 34 бригаде. У резервном саставу било је 27 моторизованих, 42 пешадијске и 6 артиљеријских бригада. Укупно је постојало 109 бригада, од чега 6 тенковских и 35 моторизованих.

### Прва армија
Прва армија је држала северни део Савезне Републике Југославије. Команда Прве армије је била у Београду а касарне у Београду, Панчеву, Ћуприји, Ваљеву, Пожаревцу, Крагујевцу, Новом Саду, Суботици, Сремској Митровици, Руми, Бачкој Тополи, Зрењанину, Вршцу, Кикинди, Зајечар, Сомбору, Шапцу и Смедеревској Паланци.

### Друга армија
Друга армије је држала југозападни део СРЈ са командом у Подгорици. Базе и касарне су биле у Подгорици, Кумбору, Бару, Пљевљима, Колашину, Плаву, Бијелом Пољу,Краљеву, Новом Пазару, Лозници, Пожеги, Рашкој, Чачку, Новој Вароши, Горњем Милановцу, Даниловграду, Никшићу и Ужицу.

### Трећа армија
Трећа армија је држала источни, централни и јужни део СРЈ са командом у Нишу. Базе и касарне су биле у Нишу, Куршумлији, Лесковцу, Приштини, Косовској Митровици, Призрену, Гњилану, Пећи, Ђаковици, Пироту, Врању и Прокупљу.

### Бригаде у саставу
| Прва армија | Друга армија | Трећа армија |
| --- | --- | --- |
| Генералштаб: - 46. моторизована бригада - 246. бригада АБХО - пешадијски школски центар - инжињеријски школски центар - артиљеријски школски центар - наставни центар ОМЈ - ауто школа | Корпус специјалних јединица: - 1. оклопна бригада - 1. гардијска моторизована бригада - 63. падобранска бригада - 72. специјална бригада - батаљон војне полиције "Кобре" - батаљон за против-терористичка дејства "Соколови" - 25. гардијски батаљон војне полиције | Механизовани корпус: - 252. оклопна бригада - 1. гардијска механизована дивизија - 1. гардијска механизована бригада - 2. гардијска механизована бригада - 3. гардијска механизована бригада - 1. гардијска мешовита артиљеријска бригада - 35. моторизована бригада |
| Новосадски корпус: - 36. механизована бригада - 453. механизована бригада - 12. механизована бригада - 18. моторизована бригада - 127. бригада лаке пешадије - 16. мешовита артиљеријска бригада - 16. мешовита против-оклопна бригада - 506. пешадијска бригада - 45. лака пешадијска бригада - 12. извиђачко-диверзантска чета - 12. мешовити против-оклопни пук - 12. батаљон везе - 12. батаљон војне полиције - 427. инжињеријски пук - 12. чета АБХО - 12. аутотранспортни батаљон - 12. санитетски батаљон - 12. лаки артиљеријски ПВО пук - 12. батаљон за специјална дејства - 12. батаљон за снабдевање - 12. гранични батаљон - 13. гранични батаљон - 793. логистичка база | Подгорички корпус: - 56. инжењеријски пук - 5. моторизована бригада - 57. пешадијска бригада - 179. моторизована бригада - 3. бригада лаке пешадије - 326. мешовита артиљеријска бригада - 2. бригада лаке брдске пешадије - 72. гранични батаљон - 2. чета АБХО - 2. санитетски батаљон - 2. батаљон за снабдевање - 2. аутотранспортни батаљон - 2. извиђачко-диверзантска чета - 2. батаљон војне полиције - 2. батаљон везе - 2. лаки артиљеријски ПВО пук - 2. батаљон за специјална дејства                                                                                  | Нишки корпус: - 4. моторизована бригада - 2. моторизована бригада - 211. оклопна бригада - 805. моторизована бригада - 203. мешовита артиљеријска бригада - 50. бригада лаке пешадије - 287. батаљон војне полиције - 21. мешовити артиљеријски против-оклопни пук - 21. извиђачко-диверзантска чета - 21. санитетски батаљон - 21. аутотранспортни батаљон - 21. батаљон за снабдевање - 21. батаљон везе - 21. инжињеријски пук - 21. лаки артиљеријски ПВО пук - 21. батаљон за специјална дејства - гранични батаљон - 525. логистичка база                                                         |
| Команда одбране града Београда: - 140. пешадијски батаљон - 151. моторизована бригада - 505. лака моторизована бригада - 153. лака моторизована бригада - 22. мешовита артиљеријска бригада - 22. лаки артиљеријски пук ПВО - 585. ваздухопловни пук лаке пешадије - 150. лаки моторизовани пук | Ужички корпус: - 16. гранични батаљон - 37. моторизована бригада - 168. моторизована бригада - 169. моторизована бригада - 19. брдска бригада - 27. лака моторизована бригада - 134. бригада лаке пешадије - 6. бригада лаке пешадије - 7. бригада лаке пешадије - 228. батаљон везе - 37. извиђачко-диверзантска чета - 37. чета АБХО - 37. санитетски батаљон - 37. батаљон за снабдевање - 37. аутотранспортни батаљон - 37. батаљон војне полиције - 579. инжињеријски пук - 37. лаки артиљеријски ПВО пук - 37. мешовити артиљеријски пук - 37. батаљон за специјална дејства | Лесковачки корпус: - 159. артиљеријско ракетна бригада ПВО - 89. моторизована бригада - 135. моторизована бригада - 13. лака моторизована бригада - 21. мешовита противтенковска бригада - 42. мешовита противтенковска бригада |
| Крагујевачки корпус: - 9. пјешадијска бригада - 51. механизована бригада - 80. моторизована бригада - 130. моторизована бригада - 129. лака моторизована бригада - 20. бригада лаке пешадије - 21. бригада лаке пешадије - 24. лаки артиљеријски пук ПВО - 24. извиђачко-диверзантска чета - 24. аутотранспортни батаљон - 24. батаљон за снабдевање - 24. инжињеријски пук - 24. батаљон везе - 24. батаљон војне полиције - 24. мешовити артиљеријски пук - 24. батаљон за специјална дејства - 524. логистичка база | Самосталне јединице: - 1. батаљон војне полиције - 202. мешовита артиљеријска бригада - 60. ракетни пук | Приштински корпус: - 15. оклопна бригада - 243. моторизована бригада - 549. моторизована бригада - 125. моторизована бригада - 58. лака механизована бригада - 102. мешовита противтенковска бригада - 150. мешовита артиљеријска бригада - 62. мешовита артиљеријска бригада - 52. мешовита артиљеријска бригада - 53. гранични батаљон - 55. гранични батаљон - 57. гранични батаљон - 52. извиђачко-диверзантска чета - 52. чета АБХО - 52. санитетски батаљон - 52. аутотранспортни батаљон - 52. батаљон за снабдевање - 52. лаки артиљеријско-ракетни пук ПВО - 52. батаљон за специјална дејства |
| Самосталне јединице: - 152. мешовита артиљеријска бригада - 5. батаљон војне полиције - 401. ракетна бригада - 305. инжињеријска бригада - 123. понтонирски батаљон - 402. понтонирски батаљон - 544. моторизована бригада - 14. лака моторизована бригада - 310. ракетни пук - 149. ракетни пук - 240. ракетни пук - понтонирски батаљон - инжињеријски батаљон | | Самосталне јединице: - 255. центар за обуку - 3. батаљон војне полиције - 148. моторизована бригада - 9. моторизована бригада - 23. бригада лаке пешадије - 354. пешадијска бригада - 150. мешовита артиљеријска бригада - 311. ракетни пук ПВО - 7. ракетни пук ПВО |

## Наоружање и војна опрема
Копнена војска је у свом инвентару до НАТО агресије имала око 1500 тенкова и око 690 борбених возила пешадије. Наоружање је потицало из инвентара бивше ЈНА.

### Оклопна возила
| Возило     | Слика | Порекло        | Тип                     | Варијанта                        | Бројност | Коментар                                                                                                   |
| M-84       |       | СФРЈ           | Основни борбени тенк    | М84А                             | 240      | мањи број уништен на Косову 1999. године                                                                   |
| Т-72       |       | СССР           | Основни борбени тенк    | Т-72М                            | 63       | Коришћен као основа за М84 тенк                                                                            |
| Т-55       |       | СССР           | Основни борбени тенк    | Т-55А                            | 727      | Неколико примерака модернизовани на Т-55Х стандард                                                         |
| Т-34       |       | СССР           | Средњи тенк             | Т-34                             | 424      | Тенкови Т-34 коришћени током Рата на КиМ као мамци. Од 1992. до 1999. расходовано 424 комада.              |
| M36 Џексон |       | САД            | Самоходни топ           | М-36                             | 203      | Ради се о застарелим возилима која су коришћена као мамци за НАТО авијацију. Сви уништени или расходовани. |
| ВТ-55А     |       | Чехословачка   | Тенк за извлачење       | ВТ-55А                           | 17       | |
| ЈВБТ-55А   |       | Чехословачка   | Инжењеријски тенк       | ЈВБТ-55А                         | 74       | |
| WZT-2      |       | Пољска         | Тенк за извлачење       | WZT-2                            | 16       | |
| М-84АИ     |       | СР Југославија | Тенк за извлачење       | М-84АИ                           | 5        | |
| БВП М-80   |       | СФРЈ           | Борбено возило пешадије | М-80А                            | 542      | |
| M-60       |       | СФРЈ           | Оклопни транспортер     | М-60П и М-60ПБ                   | 145      | Због застарелости конструкције већи број возила коришћен у снагама Полиције                                |
| БТР-50ПК   |       | СССР           | Оклопни транспортер     | БТР-50ПК и ПУ                    | 102      | |
| БТР-60     |       | СССР           | Оклопни транспортер     | БТР-60 и ТАБ-71                  | око 60   | већи број БТР-60 повучен из употребе почетком 1990-их, ТАБ-71 коришћен и касније                           |
| МТ-ЛБ      |       | СССР           | Оклопни транспортер     | 1V13, 1V14, 1V15, 1V16 и SNAR-10 | око 50   | |
| БОВ-ВП     |       | СФРЈ           | Оклопни транспортер     | БОВ М-86                         | 57       | |
| БРДМ-2     |       | СССР           | Оклопни аутомобил       | БРДМ-2                           | 43       | Коришћен највише као извиђачко возило, мали број уништен на Косову.                                        |
| БОВ-1      |       | СФРЈ           | Самоходни ПО систем     | БОВ-1                            | 84       | |

### Противваздушна одбрана
| Возило | Слика | Порекло | Тип                  | Варијанта | Бројност | Коментар                                                       |
| БОВ-3  |       | СФРЈ    | Основни борбени тенк | БОВ-3     | 65       | коришћен и као подршка копненим трупама на Косову 1999. године |

|       | Трупна противваздушна одбрана |              | Коментар |
| Слика | Име                           | Бројно стање | |
|       | М53/59 Прага                  | 200+         | Мало су коришћене као лаки ПВО системи, највише су коришћени за подршку пешадији у виду дејстава против терориста и пешадије НАТО. Војници су јој дали надимак "мама" |
|       | ЗСУ-57-2                      | 54           | Један је уништен на Космету |

### Артиљерија
|       | Вучна артиљерија               |              |
| Слика | Име                            | Бројно стање |
|       | М48 брдски топ                 | ?            |
|       | М-56 105мм                     | око 170      |
|       | Д-30 122мм                     | око 300      |
|       | М-46 130мм                     | око 180      |
|       | топ-хаубица НОРА-А 152мм 130мм | 30+          |

|       | Вишецевни бацачи ракета |              |
| Слика | Име                     | Бројно стање |
|       | М63 Пламен              | 200+         |
|       | М77 Огањ                | око 130      |
|       | М87 Оркан               | 4            |

|       | Минобацачи   |              |
| Слика | Име          | Бројно стање |
|       | М69 82мм     | 1700         |
|       | М74/75 120мм | 560          |

### Пешадијско наоружање
|       | Стрељачко наоружање  |                       |
| Слика | Име                  | Тип                   |
|       | Застава М70          | аутоматска пушка      |
|       | Застава М80          | аутоматска пушка      |
|       | Застава М77          | аутоматска пушка      |
|       | Застава М92          | аутомат               |
|       | Застава М59/66       | ПАП (резерва)         |
|       | Застава М76          | снајперска пушка      |
|       | Застава М91          | снајперска пушка      |
|       | Застава М93          | антиматеријална пушка |
|       | Застава М72          | пушкомитраљез         |
|       | Застава М84          | митраљез              |
|       | Застава М84 Шкорпион | аутоматски пиштољ     |
|       | Застава М57          | пиштољ                |
|       | Застава ЦЗ99         | пиштољ                |

|       | Противоклопно наоружање |          |
| Слика | Име                     | Тип      |
|       | М80 Зоља                | лаки РБР |
|       | М79 Оса                 | РБР      |